# Тимашовка (Крым)
Тимашо́вка (до 1948 года Джан-Кисе́к, ранее Джаны́-Кесе́к; укр. Тимашівка, крымскотат. Cañı Kesek, Джанъы Кесек) — село в Красногвардейском районе Республики Крым, входит в состав Александровского сельского поселения (согласно административно-территориальному делению Украины — Александровского сельского совета Автономной Республики Крым).

## Население
| 2001 | 2014 |
| ---- | ---- |
| 671  | ↘482 |

Всеукраинская перепись 2001 года показала следующее распределение по носителям языка
| Язык             | Процент |
| ---------------- | ------- |
| русский          | 69.15   |
| крымскотатарский | 21.16   |
| украинский       | 9.09    |
| другие           | 0.3     |

### Динамика численности
| - 1805 год — 29 чел. - 1864 год — 7 чел. - 1900 год — 7 чел. - 1915 год — —/9 чел. - 1926 год — 119 чел. | - 1931 год — 101 чел. - 1939 год — 122 чел. - 2001 год — 671 чел. - 2009 год — 670 чел. - 2014 год — 482 чел. |

## Современное состояние
На 2017 год в Тимашовке числится 5 улиц; на 2009 год, по данным сельсовета, село занимало площадь 90 гектаров на которой, в 173 дворах, проживало 670 человек. В селе действуют сельский клуб, библиотека, фельдшерско-акушерский пункт, магазины, кафе «Алтуна». Село связано автобусным сообщением с райцентром и соседними населёнными пунктами.

## География
Тимашовка — село на северо-западе района, в степном Крыму, недалеко от стыка границ с Джанкойским и Первомайским районами, высота центра села над уровнем моря — 37 м. Соседние сёла: Александровка в 2,2 км на северо-запад, и Клепинино в 3,5 км на юго-восток. Расстояние до райцентра — около 15 километров (по шоссе), там же ближайшая железнодорожная станция — Урожайная. Транспортное сообщение осуществляется по региональной автодороге 35Н-300 Орловское — Красногвардейское (по украинской классификации — С-0-10729).

## История
Первое документальное упоминание села встречается в Камеральном Описании Крыма… 1784 года, судя по которому, в последний период Крымского ханства Джума Кесеги Лак входил в Ташлынский кадылык Акмечетского каймаканства. После присоединения Крыма к России (8) 19 апреля 1783 года, (8) 19 февраля 1784 года, именным указом Екатерины II сенату, на территории бывшего Крымского Ханства была образована Таврическая область и деревня была приписана к Перекопскому уезду. После Павловских реформ, с 1796 по 1802 год, входила в Акмечетский уезд Новороссийской губернии. По новому административному делению, после создания 8 (20) октября 1802 года Таврической губернии, Джан-Кисек был включён в состав Кокчора-Киятской волости Перекопского уезда.
По Ведомости о всех селениях в Перекопском уезде состоящих с показанием в которой волости сколько числом дворов и душ… от 21 октября 1805 года, в деревне Джанкесек  числилось 3 двора и 29 жителей, исключительно крымских татар. На военно-топографической карте генерал-майора Мухина 1817 года обозначена деревня Джаны кесек с 2 дворами. После реформы волостного деления 1829 года Джанкисек, согласно «Ведомости о казённых волостях Таврической губернии 1829 года», остался в составе Кокчоракиятской волости. На карте 1836 года в деревне 3 двора, а на карте 1842 года Джан-Кисек обозначен условным знаком «малая деревня», то есть, менее 5 дворов.
В 1860-х годах, после земской реформы Александра II, деревню приписали к Григорьевской волости того же уезда. В «Списке населённых мест Таврической губернии по сведениям 1864 года», составленном по результатам VIII ревизии 1864 года, Джан-Кисек — владельческая деревня с 1 двором и 7 жителями при колодцах. Согласно «Памятной книжке Таврической губернии за 1867 год», деревня была покинута жителями в 1860—1864 годах, в результате эмиграции крымских татар, особенно массовой после Крымской войны 1853—1856 годов, в Турцию и оставалась в развалинах. На трехверстовой карте 1865—1876 года обозначен хутор Джан-Кисек с 1 двором.
Возрождено, как хутор, немцами-колонистами, судя по доступным документам, в конце XIX века — по «…Памятной книжке Таврической губернии на 1900 год» в селении Джан Кисек числилось 8 жителей в 1 дворе. По Статистическому справочнику Таврической губернии. Ч.II-я. Статистический очерк, выпуск пятый Перекопский уезд, 1915 год, на хуторе Джан-Кисек Александровской волости Перекопского уезда числился 1 двор с русским населением без приписных жителей но с 9 — «посторонних».
После установления в Крыму Советской власти и учреждения 18 октября 1921 года Крымской АССР, в составе Джанкойского уезда был образован Курманский район, в состав которого включили село. В 1922 году уезды получили название округов. 11 октября 1923 года, согласно постановлению ВЦИК, в административное деление Крымской АССР были внесены изменения, в результате которых был ликвидирован Курманский район и село включили в состав Джанкойского. Согласно Списку населённых пунктов Крымской АССР по Всесоюзной переписи 17 декабря 1926 года, в селе Джанкисек, Ишуньского (немецкого) сельсовета Джанкойского района, числилось 23 двора, из них 22 крестьянских, население составляло 119 человек, из них 96 немцев, 13 чехов и 7 татар. После образования в 1935 году немецкого национального (лишённого статуса национального постановлением Оргбюро ЦК КПСС от 20 февраля 1939 года) Тельманского района село включили в его состав. В 1936 году в селе проживал 101 человек. По данным всесоюзной переписи населения 1939 года в селе проживало 122 человека. Вскоре после начала Великой Отечественной войны, 18 августа 1941 года крымские немцы были выселены, сначала в Ставропольский край, а затем в Сибирь и северный Казахстан.
После освобождения Крыма от фашистов, 12 августа 1944 года было принято постановление № ГОКО-6372с «О переселении колхозников в районы Крыма» по которому в район из областей Украины и России переселялись семьи колхозников, а в начале 1950-х годов последовала вторая волна переселенцев из различных областей Украины. С 25 июня 1946 года Джан-Кисек в составе Крымской области РСФСР. Указом Президиума Верховного Совета РСФСР от 18 мая 1948 года, Джан-Кисек переименовали в Тимашовку. 26 апреля 1954 года Крымская область была передана из состава РСФСР в состав УССР. Время включения в Александровский сельсовет пока не установлено: на 15 июня 1960 года село уже числилось в его составе. Указом Президиума Верховного Совета УССР «Об укрупнении сельских районов Крымской области», от 30 декабря 1962 года Тимашовку присоединили к Красногвардейскому району. По данным Крымскотатарская энциклопедии, по переписи 1989 года в селе проживало 1034 человек, что не согласуется с другими статданными. С 12 февраля 1991 года село в восстановленной Крымской АССР, 26 февраля 1992 года переименованной в Автономную Республику Крым. С 21 марта 2014 года в составе Крыма аннексирована Россией.